# Comuna de Pawłowice
Pawłowice (polaco: Gmina Pawłowice) é uma gminy (comuna) na Polónia, na voivodia de Santa Cruz e no condado de Pszczyński.
De acordo com os censos de 2006, a comuna tem 17 671 habitantes, com uma densidade 233,2 hab/km².

## Área
Estende-se por uma área de 75,77 km², incluindo:
- área agricola: 71%
- área florestal: 10%

## Demografia
Dados de 31 de Dezembro de 2005:
|                      | Total   | Total | Mulheres | Mulheres | Homens  | Homens |
| -------------------- | ------- | ----- | -------- | -------- | ------- | ------ |
|                      | pessoas | %     | pessoas  | %        | pessoas | %      |
| População            | 17 671  | 100   | 8917     | 50,4     | 8754    | 49,6   |
| Densidade (pop./km²) | 233,2   | 100   | 117,7    | 117,7    | 115,5   | 115,5  |

De acordo com dados de 2002, o rendimento médio per capita ascendia a 2281,36 zł.

## Comunas vizinhas
- Jastrzębie-Zdrój, Pszczyna, Strumień, Suszec, Zebrzydowice, Żory